# Chapelle de la Roche-Foulques
La chapelle de la Roche-Foulques est une chapelle située à Soucelles, en France.

## Localisation
La chapelle est située dans le département français de Maine-et-Loire, à Soucelles sur la commune de Rives-du-Loir-en-Anjou.

## Historique
L'édifice est inscrit au titre des monuments historiques en 1973.